# Phaeosphaeria marram
Phaeosphaeria marram är en svampart som först beskrevs av Mordecai Cubitt Cooke, och fick sitt nu gällande namn av O.E. Erikss. 1967. Phaeosphaeria marram ingår i släktet Phaeosphaeria och familjen Phaeosphaeriaceae.  Arten är reproducerande i Sverige. Inga underarter finns listade i Catalogue of Life.